# ピエーヴェ・フィッシラーガ
ピエーヴェ・フィッシラーガ（伊: Pieve Fissiraga）は、イタリア共和国ロンバルディア州ローディ県にある、人口約1,800人の基礎自治体（コムーネ）。

## 地理

### 位置・広がり

#### 隣接コムーネ
隣接するコムーネは以下の通り。
- ボルゴ・サン・ジョヴァンニ
- コルネリアーノ・ラウデンセ
- ローディ
- ローディ・ヴェッキオ
- マッサレンゴ
- サンタンジェロ・ロディジャーノ
- ヴィッラノーヴァ・デル・シッラロ

### 気候分類・地震分類
気候分類では、zona E, 2551 GGに分類される。
また、イタリアの地震リスク階級 (it) では、zona 3 (sismicità bassa) に分類される。

## 行政

### 分離集落
ピエーヴェ・フィッシラーガには、以下の分離集落（フラツィオーネ）がある。
}Cascina Andreola, Cascina Orgnaga, Pezzolo de' Codazzi, Cascina Triulzina